# 歪曲収差

歪曲収差の形状例。陣笠型

歪曲収差（わいきょくしゅうさ、distortion）は、球面収差、非点収差、コマ収差、像面湾曲と並んでザイデル収差の一つで、典型的なあらわれかたとしては、撮像面（イメージセンサ等）に並行な被写体面のテストパターン等の矩形が矩形として撮影されない、あるいは同じ光学系を逆方向に使い投影した時にテストパターン等の矩形が矩形として投影されない、といったような収差となる。
中心部が膨らむようなゆがみにより矩形が樽型になるものと、逆に中心部が収縮するようなゆがみにより矩形が糸巻き型になるもの、以上の2つに基本的には分類できるが、中心部と周辺部でこの両者が組み合わさった陣笠型などと呼ばれる歪みかたになるものもある。
なお、（普通に設計された写真用レンズではまずそういったことは無いが）不適切な位置に絞りが配置されていると、絞ることで歪曲が発生する。
書類の撮影や、モダン様式のビルディングの撮影などの際に不自然さとして気になる。魚眼レンズは樽型の歪曲を積極的に利用したレンズである。ダブルガウス型など前群と後群が対称なレンズでは起こりにくいのに対し、片方を凹とし反対を強く凸にした、望遠型や逆望遠型のレンズでは起きやすい。ズームレンズでは、広角側で樽型・望遠側で糸巻き型、といったように発生する場合もある。
反射望遠鏡で皆無にするのはほとんど不可能であるが、実視野が狭いためにあまり問題にならない。撮影した星の写真を元に天体位置を求める場合にはコマ収差と並んで重要な問題になる。

## 解決手段
整像条件を満たした場合、歪曲収差は皆無になる。
整像の英語はオルソスコピーであり、接眼レンズの一種「オルソスコピック」は、その実情はともかくとして、この言葉に由来する。